# Stigmatomma rubiginoum

Stigmatomma rubiginoum  (лат.) — вид мелких земляных муравьёв из подсемейства Amblyoponinae. Восточная Азия: Китай.

## Описание
Мелкие муравьи (длина тела около 5 мм), основная окраска желтовато-коричневая. От близких видов (например, Stigmatomma kangba) отличаются глубоко вогнутым в середине затылочным краем и треугольным выростом под петиолем. Глаза мелкие. Усики короткие, 12-члениковые. Мандибулы длинные, узкие, жало хорошо развито. Клипеус с рядом из 4-6 мелких зубчиков по переднему краю. Стебелёк между грудкой и брюшком состоит из одного узловидного членика (петиоль) широко прикреплённого к брюшку. Вид был впервые описан в 1992 году под первоначальным названием Amblyopone rubiginous. С 2012 года в составе рода Stigmatomma.